# 根澤里夫卡
50°21′22″N 32°2′17″E / 50.35611°N 32.03806°E
亨澤里夫卡（烏克蘭語：Гензерівка）是位於烏克蘭北部的村莊，由基辅州鲍里斯皮尔区的亞霍滕市鎮負責管轄。該村始建於1627年，面積0.74平方公里，海拔高度121米，2001年人口555，人口密度每平方公里544.2人。